# Kalidasa sanguinalis
Kalidasa sanguinalis är en insektsart som först beskrevs av John Obadiah Westwood 1851.  Kalidasa sanguinalis ingår i släktet Kalidasa och familjen lyktstritar. Inga underarter finns listade i Catalogue of Life.